# Estación de La Silla
La Silla es un apartadero ferroviario clausurado situado en el municipio español de Valle de Mena en la provincia de Burgos, comunidad autónoma de Castilla y León, comarca de Las Merindades. La línea forma parte de la red de ancho métrico de Adif.

## Situación ferroviaria
La estación se encuentra situada en el punto kilométrico 251,9 de la línea férrea de ancho métrico de La Robla y León a Bilbao (conocido como Ferrocarril de La Robla), entre la estación de Bercedo-Montija y el apeadero clausurado de Cantonad, a 653,08 metros de altitud. El kilometraje es el histórico, tomando la estación de La Robla como punto de partida. El tramo es de vía única y no está electrificado.

## Historia
La línea fue abierta al tráfico el 6 de octubre de 1892 e inaugurada el día 20 del mismo mes, con la puesta en marcha del tramo Valmaseda-Espinosa de los Monteros de la línea que pretendía unir La Robla con Bilbao, no quedando La Robla y Bilbao definitivamente unidas hasta 1902. No forma parte de las estaciones originales de la línea, sino que fue fruto de una serie de nuevos apeaderos de la línea a partir de 1918.
Las obras y la explotación inicial de la concesión corrieron a cargo de los Ferrocarriles de La Robla, S.A.), herederos desde 1905 de la Sociedad del Ferrocarril Hullero de La Robla a Valmaseda, S.A..
En 1972, FEVE compró la compañía debido a la decadencia que padecía la línea, provocada por la falta de rentabilidad que sufrió la industria del carbón. Sin embargo, bajo el mandato de la empresa pública la explotación empeoró y la línea se cerró en 1991.
Esta medida no fue bien aceptada por los vecinos de las zonas afectadas que pidieron su reapertura. A partir de 1993, la línea comenzó a prestar servicio por tramos y el 19 de mayo de 2003, merced a un acuerdo con la Junta de Castilla y León, se reanudó el tráfico de viajeros entre León y Bilbao. La reapertura de la línea trajo, paradójicamente, el cese en el servicio de las instalaciones, siendo retirada la vía de apartado.

## La estación
Pertenece a una serie de apeaderos construidos tras la apertura de la línea. Su finalidad principal era acortar el cantón Cadagua-Bercedo. Se encuentra situada a 3 km al sur de la de la población Leciñana de Mena por senderos forestales, en un paraje a media ladera conocido como La Silla, del cual toma la estación su nombre. El andén lateral, totalmente cubierto por la maleza, se sitúa a la izquierda en kilometraje ascendente, siendo distinguible únicamente su bordillo de piedra. Frente a él se situaba la vía de apartado, ya desconectada de la red y la vía directa entre la de apartado y el terraplén. Se encuentra a escasos metros de un pequeño túnel por el costado de Bilbao.